# 142

142(백사십이)는 141보다 크고 143보다 작은 자연수다.

## 수학
- 합성수로, 그 약수는 1, 2, 71, 142이다. 진약수의 합은 74이므로, 142는 부족수다.
  - 47번째 반소수다. 앞의 반소수는 141, 다음 반소수는 143이다.
- 4번째 이십오각수다. 앞의 이십오각수는 72, 다음은 235다.
- {\displaystyle 5^{5}-1}은 142로 나누어떨어진다.

## 과학
- NGC 142: 고래자리 방향에 있는 막대나선은하.

## 교통

### 철도
- 수도권 전철 1호선 구일역의 역번호.
- 대구 도시철도 1호선 율하역의 역번호.

### 도로
- 일본 142번 국도(일본어판): 나가노현 기타사쿠군 가루이자와정에서 스와군 시모스와정까지 이어지는 일본의 국도.

## 문화유산
- 대한민국의 국보 제142호: 동국정운
- 대한민국의 보물 제142호: 서울 동관왕묘
- 대한민국의 사적 제142호: 경주 서악동 고분군

## 방송
- 스카이라이프의 브레인TV 채널 번호.
- 지니 TV의 GMTV 채널 번호.
- U+ TV의 채널U 채널 번호.
- B tv 케이블의 오라이프 채널 번호.

## 기타
- 연도: 142년, 기원전 142년